# 세픽라무어족
세픽-라무어족(Sepik-Ramu languages)은 세픽어족, 라무어족, 노르폰도어족, 레온하르트슐체어족, 유아트어족을 포함하는 가설상의 어족으로, 1973년 고립어 타얍어(Taiap)와 함께 언어학자 레이코크가 제안하였다.
세픽-라무어족은 파푸아뉴기니 북부의 세픽강(Sepik)과 라무강(Ramu) 유역에서 사용되는 20여 만 명이 사용하는 100여개의 언어로 이루어져 있다. 자음의 수가 적고 성조가 존재하지 않는 간단한 음운 체계를 갖고 있다.
가장 잘 알려진 세픽라무어족의 언어는 야트믈어(Iatmül)이며 가장 사용자 수가 많은 언어는 각 3만 5천 명 정도가 사용하는 아벨람어와 보이켄어로, 야트믈어와 함께 은두어파에 속한다.
맬컴 로스는 세픽라무어족에 대한 검토 과정에서 세픽라무어족이 어족으로 성립한다는 근거가 없다고 주장하였다. 그러나 이 어족의 어파들은 라무어족의 야무어를 제외하고 로스에게서도 인정되었다. 로스는 노르폰도어족과 라무어족과의 관계를 라무세픽하류어족으로, 레온하르트슐체어족을 확장된 세픽어족의 일부로, 유아트와 타얍어를 별개의 어족으로 구분한다.

## 같이 보기
- 파푸아 제어